# Grease (chanson)
Pour les articles homonymes, voir Grease.
Singles de Frankie Valli
Rainstorm
(1977) Save Me, Save Me
(1978)
Grease est une chanson écrite par Barry Gibb et interprétée par Frankie Valli. Grease est la chanson titre du film musical de 1978, Grease, basé sur la pièce de théâtre du même nom. Il s'est vendu à plus de sept millions d'exemplaires dans le monde et a été présenté deux fois sur la bande originale du film, en tant que première piste, puis repris en tant que piste finale. Ce morceau a été spécialement écrit pour le film musical de 1978 et n’a pas été utilisé dans la production de Grease.

## Contexte
Jim Jacobs et Warren Casey avaient écrit un titre différent pour Grease pour sa version originale à Chicago. Il a été rejeté lorsque la série a été reprise à Broadway et n'a été entendu qu'une fois depuis ce moment-là.
Barry Gibb a alors écrit une nouvelle chanson titre sur commande pour le film de Robert Stigwood de la comédie musicale Grease. La chanson a été enregistrée séparément et nettement plus tard que le reste des chansons du film. Peu de temps après le tournage du film musical Sgt. Pepper's Lonely Hearts Club Band, Gibb a invité son ami Peter Frampton à jouer la guitare lors de la session d'enregistrement de la chanson. Gibb lui-même fournit des choeurs. Les autres musiciens étaient les mêmes que ceux de l'album d'Andy Gibb qui était enregistré au même moment. Frankie Valli est connu pour sa puissante voix de fausset, mais sur cette piste, comme dans la plupart de ses œuvres des années 1970, il ne chante pas dans sa gamme haute. Cependant, Valli pouvait chanter dans une gamme vocale similaire à celle de Gibb, et a donc été invité à l’enregistrer. Quand il a été approché pour l'enregistrement de Grease, Valli n'avait pas de contrat d'enregistrement. Le single  est sorti sur le label RSO de Robert Stigwood, qui a publié la bande-son. Valli a rapidement conclu un accord avec Warner Brothers, mais il n'a jamais réussi un autre succès sur le Hot 100.
Grease était l'une des quatre chansons originales du film qui ne faisaient pas partie de la comédie musicale originale, et la seule non interprétée par les acteurs. Le réalisateur du film, Randal Kleiser, n’a pas aimé les nouvelles chansons car elles ne correspondaient pas au style musical de la fin des années 50 et du début des années 60. Cela était particulièrement vrai de Grease, qui utilisait une instrumentation disco et un rythme contemporain des années 1970 ; il a néanmoins été laissé sur l'album. 
Grease est devenu un single n°1 aux États-Unis en 1978 (il s'agirait du dernier single n°1 de Valli) et a également atteint le n°40 sur les charts R&B la même année. En 1978, Valli publie un album de suite contenant la chanson, Frankie Valli… Is the Word, dont le titre fait écho au refrain de ce single, Grease Is the Word.
Les Bee Gees n'ont jamais enregistré de version studio de cette chanson. Cependant, les Bee Gees ont plus tard interprété la chanson lors de leur tournée One Night Only de 1997 à 1999, puis capturé lors de leur concert One Night Only.

## Personnel
- Frankie Valli — chant
- Barry Gibb — chœurs
- Peter Frampton — guitare
- George Terry — guitare
- Harold Cowart — basse
- Ron Ziegler — batterie